# Jessica Springsteen
Jessica Rae Springsteen (Los Angeles, 30 dicembre 1991) è una cavallerizza statunitense, vincitrice della medaglia d'argento nel Salto ostacoli a squadre, alle olimpiadi di Tokyo 2020.

## Biografia
Jessica Rae Springsteen è nata il 30 dicembre 1991, secondogenita e unica figlia femmina dei musicisti Bruce Springsteen e Patti Scialfa. Ha un fratello maggiore, Evan James Springsteen (nato nel 1990), e un fratello minore, Samuel Ryan Springsteen (nato nel 1994). Quando lei e i suoi fratelli hanno raggiunto l'età scolare nei primi anni '90, i loro genitori hanno lasciato Los Angeles appositamente per crescere una famiglia in un ambiente senza paparazzi. La famiglia possedeva e viveva in un allevamento di cavalli a Colts Neck, nel New Jersey. Possedevano anche case a Los Angeles, così come a Wellington, in Florida, e Rumson, sempre nel New Jersey .
La Springsteen ha frequentato la Rumson Country Day School. Ha conseguito una laurea presso l'Università Duke l'11 maggio 2014. Dopo aver intrapreso una carriera come cavallerizza di salto a ostacoli, ha anche fatto la modella ed è stata nominata ambasciatrice equestre per Gucci.

## Palmarès
- Olimpiadi

Tokyo 2020: argento nel salto ostacoli a squadre.